# مايك ديلون
مايك ديلون (بالإنجليزية: Mike Dillon)‏ هو سائق سباق أمريكي، ولد في 1 فبراير 1965 في ليكسينغتون في الولايات المتحدة.

## وصلات خارجية
- مايك ديلون على موقع Racing-Reference.info (الإنجليزية)